# Olocausto (sacrificio)

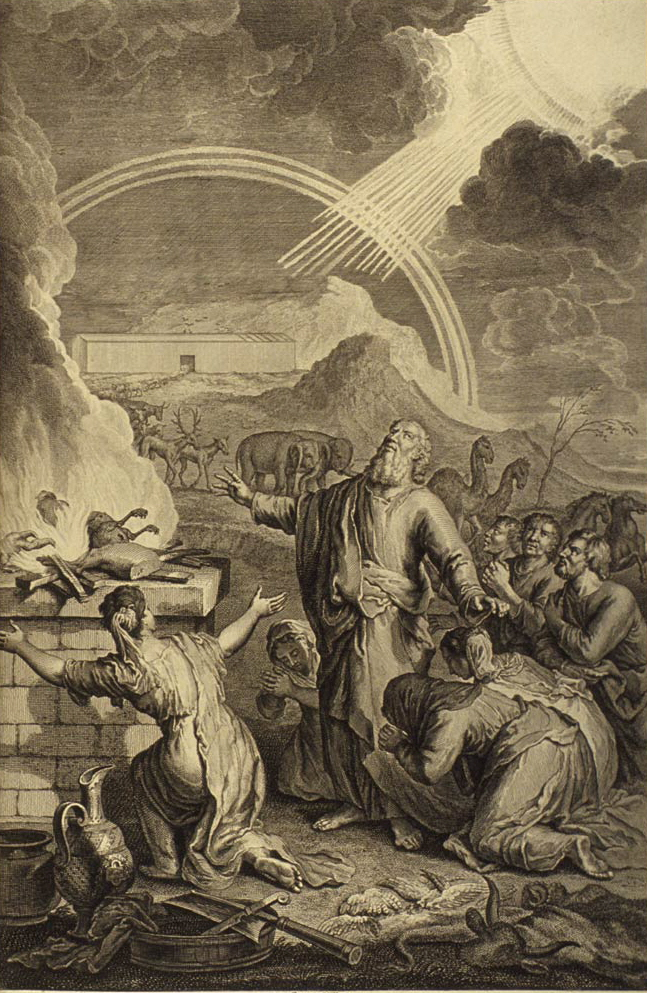
Noè offre olocausti su un altare al Signore (Gerard Hoet, 1728)

L'olocausto è una cerimonia religiosa di sacrificio animale praticata nell'antichità specialmente dai greci e dagli ebrei, durante la quale la bestia veniva bruciata interamente.

## Etimologia
La parola "olocausto" deriva dal greco olokautosis (ὁλοκαύτωσις, da ὅλος "intero" e καυστός "bruciato"), presente nella Septuaginta, successivamente tradotto col termine latino holocaustum, nella Vulgata.

## Rituale greco
L'holokautein (ὁλοκαυτεῖν) era uno dei due rituali principali, nel quale la vittima veniva completamente distrutta e bruciata, al contrario del thyesthai (θύεσθαι), il quale veniva celebrato come sacrificio commensale, per condividere un pasto con il Dio e con i compagni di fede. In quest'ultimo caso, le parti commestibili degli animali sacrificati venivano arrostite e distribuite per la celebrazione, mentre le parti non commestibili venivano bruciate sull'altare, per entrare nella grazia del Dio. Il celebrante, per non entrare in contatto col destinatario del sacrificio, non prendeva parte alla consumazione della vittima. Anche se non erano obbligati a farlo, i greci preferivano sacrificare un animale domestico, in quanto questi ultimi erano considerati più vicini alla santità della vita, oltre alla loro nota utilità (latte, uova, aratura, ecc.), al contrario della selvaggina, pesce e frutti di mare, che costituivano una parte molto più grande della loro dieta di allora di quanto non sia oggi (il pesce era il prodotto alimentare più venduto nei grandi mercati greci antichi) e, dunque, non avrebbero costituito un degno sacrificio.
Uno dei primi olocausti di cui si ha notizia è quello di Senofonte, che sacrificò dei maiali per Zeus Meilichios.

## Rituale ebraico
(Numeri 28:3)

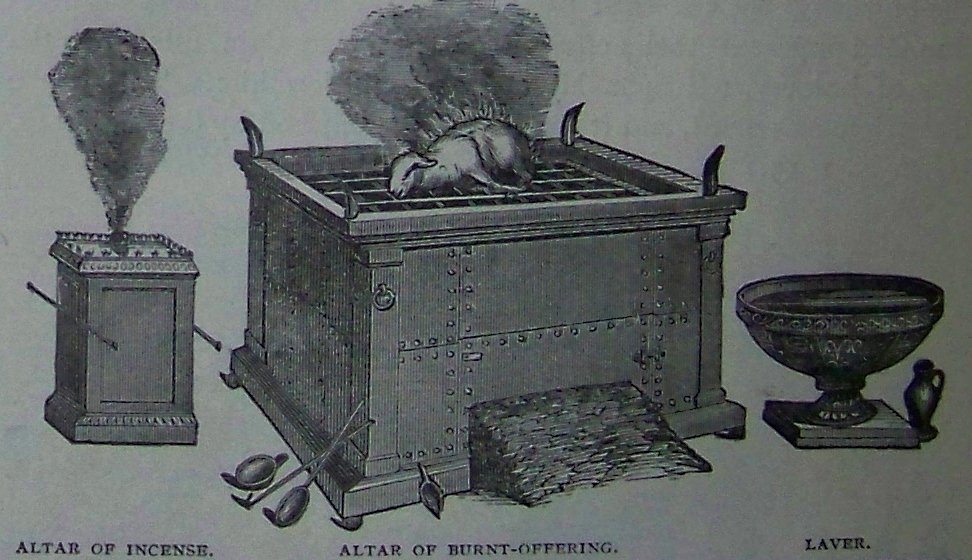
Altare dell'incenso

Nel Levitico (1,3) c'è scritto:"Se la tua offerta è un olocausto di bestiame grosso, egli offrirà un maschio senza difetto; l'offrirà all'ingresso della tenda del convegno, perché sia accetto al Signore in suo favore".
Quando la Bibbia ebraica veniva tradotta in greco, come la Septuaginta, i traduttori usavano il termine greco per tradurre l'"offerta bruciata" dall'ebraico antico. L'olocausto (in ebraico עלה, `olah, dal verbo "far ascendere") è un tipo di sacrificio biblico, nel particolare, un sacrificio animale, il cui intero corpo viene completamente consumato dal fuoco. Secondo la tradizione giudaica, questo rituale fu istituito da Mosè. Esso prevedeva che dalla combustione non dovesse rimanere carne da mangiare. Era visto come la più retta forma di sacrificio ed era l'unico che il giudaismo permettesse di praticare nei templi israeliti e non.
L'animale da sacrificare veniva scelto fra le primizie, ossia ciò che di meglio si aveva da offrire (spesso gli agnelli, o comunque i neonati del bestiame), e doveva essere perfettamente sano e senza macchie. Posto sul lato a nord dell'altare, veniva sgozzato e ucciso dall'offerente o dal sacerdote. Il sangue veniva raccolto dai celebranti e sparso attorno all'altare (gesto dal quale deriva l'espressione "spargimento di sangue"). A meno che non fosse un uccello, il corpo dell'animale veniva scuoiato e la sua pelle veniva consegnata al sacerdote.
Per antonomasia, il termine "olocausto" può riferirsi al genocidio perpetrato dalla Germania nazista nei confronti degli ebrei d'Europa.